# اعتراضات ۱۳۹۷ تهران
تظاهرات تیر ۱۳۹۷ تهران اعتراضاتی بود که در تاریخ ۳ تیر ۱۳۹۷ در بازار تهران و مناطق اطراف آن صورت گرفت و تا روزهای بعد ادامه یافت. این اعتراضات در ابتدا به دلیل افزایش بی‌رویه نرخ ارز و گرانی در بازار بود که به دنبال آن در برخی شهرهای دیگر نیز معترضان به خیابان‌ها آمده و مغازه‌داران هم اعتصاب کردند.
در تهران نیروی انتظامی به سمت مردم گاز اشک‌آور پرتاب کرد و با آن‌ها درگیر شد. صبح روز سه‌شنبه ۵ تیر هم گردهمایی‌های اعتراضی در بازار تهران ادامه داشت.

## اعتراضات
روز دوشنبه ۴ تیر ۱۳۹۷ بخش بزرگی از بازاریان تهران در اعتراض به رکود حاکم بر بازار، نوسان بی‌سابقه نرخ ارز و کمبود مشتری ناشی از گران شدن قیمت‌ها دست از کار کشیدند و به گردهمایی و راهپیمایی پرداختند. حرکت اعتراضی بازاریان پایتخت یک روز پس از گردهمایی فروشندگان موبایل در پاساژ علاءالدین و بازار چارسو در تهران صورت گرفت.
روز دوشنبه نخست پارچه‌فروشان و بازاریان راسته بازار بزرگ و چارسوق و سرای قیصریه مغازه‌های خود را بستند و سپس سایر مغازه‌داران نیز با بستن مغازه‌هایشان دست از کار کشیدند. اعتصاب‌ها تا کسبه لاله زار و خیابان‌های اطراف آن نیز گسترش یافت. همچنین مغازه‌داران خیابان‌های مولوی، شوش، چهارراه سپه سالار و استانبول نیز به دیگر بازاریان و کسبه معترض پیوستند.
در ادامه تظاهرات و تجمع‌های دوشنبه ۴ تیر که در پیرامون میدان بهارستان و در نزدیکی ساختمان مجلس، پیرامون بازار تهران، خیابان لاله‌زار، خیابان سرچشمه و مناطق دیگر برگزار شد، نیروی انتظامی با مردم درگیر شد و به سمت آن‌ها گاز اشک‌آور پرتاب کرد. تصاویر ویدئویی منتشر شده از این درگیری، گاز اشک‌آور در فضا را نشان می‌دهد و همزمان تظاهرکنندگان فریاد می‌زنند: «آنها به ما با گاز اشک‌آور حمله کردند».
گردهمایی اعتراضی روز سه‌شنبه ۵ تیر در بازار تهران همچنان ادامه داشت و به قسمت‌هایی از جنوب تهران نیز کشیده‌شد. در خیابان پانزده خرداد مردم تجمع کردند و شعار سر دادند. بازاریان شعار می‌دادند: «ایرانی باغیرت، اتحاد اتحاد».
بازار آهنگران که در کوچه معظم الدوله قرار دارد به اعتصاب پیوست و بازاریان شعار «ببندید ببندید» سر دادند. همچنین بازار مبل یافت آباد و دلاوران و عمده دکان‌ها در راسته طلافروشان بازار بزرگ و خیابان‌های لاله‌زار تهران در این روز بسته بودند. به گزارش صدای آمریکا برخی خبرها حاکی از این بود که روز سه‌شنبه ۵ تیر مغازه‌داران مورد حمله نیروی انتظامی و پلیس قرار گرفتند و با باتوم مغازه‌داران را مجبور به بازکردن مغازه‌هایشان می‌کردند.

## سایر شهرها
در شهریار، کرج، قشم، بندرعباس و مشهد نیز مردم در اعتراض به گرانی به خیابان آمده و مغازه‌داران دست به اعتصاب زدند. افزون بر بازاریان، از روز شنبه ۲ تیر به دلیل ثابت بودن قیمت نان در طول ۴ سال و افزایش ۳۰۰ درصدی هزینه نان، نانوایان مشهد در جلوی اتحادیه صنف نانوایان گردآمدند.
در روز سه‌شنبه ۵ تیر براساس فیلم‌هایی که در شبکه‌های اجتماعی گذاشته شده‌بود، بازاریان در بازار طلافروشان تبریز و بازار کرمانشاه، مغازه‌ها را بستند و شعارهای اعتراضی می‌دادند.

## شعارها
- سوریه را رها کن فکری به حال ما کن[۴][۵]
- نه غزه، نه لبنان، جانم فدای ایران[۵]
- ببندید ببندید، ما همه با هم هستیم[۱]
- دشمن ما همین جاست، دروغ میگن آمریکاست[۷]
- مرگ بر مفت خور گردن کلفت[۷]
- در شامگاه دوشنبه در جوادیه تهران صدای شعار «مرگ بر دیکتاتور» شنید شد.[۱۱]
- رضا شاه، روحت شاد[۱۴]
- بازاری با غیرت، اتحاد اتحاد[۱۵]

## دستگیری
تعداد زیادی از معترضان دستگیر شدند. در روز دوشنبه ۴ تیر ۱۳۹۷ عباس جعفری دولت‌آبادی، دادستان تهران از دستگیری تعدادی از «محرکان اصلی» تعطیلی و اعتراضات بازار تهران خبر داد. وی اعلام کرد که محرکین اصلی حادثه توسط پلیس و دستگاه امنیتی شناسایی شدند و امروز تحویل دادستانی می‌شوند.

## اظهارنظرها

### مقامات ایران
- عباس جعفری دولت‌آبادی، دادستان تهران با بیان اینکه محرکان اصلی اعتراضات از جنس بازاریان نبودند،[۱۷][۱۸] گفت: «عاملان آشوب دیروز تلاش کردند با تهدید بازاری‌ها درِ مغازه‌ها را ببندند و در برخی نقاط شهر آشوب ایجاد کنند و به برخی مغازه‌ها آسیب برسانند. محرکین اصلی حادثه که با برنامه‌ریزی در نقاط مختلف تهران به تهدید بازاری‌ها اقدام کردند که اگر بازار را نبندید فلان کار را انجام می‌دهیم.[۱۶][۱۹]»
- حسام‌الدین آشنا، رئیس مرکز بررسی‌های استراتژیک و مشاور رئیس‌جمهور ایران در توئیتر در خصوص این اعتراض‌ها چنین نوشت: «صدای خیابان و پاساژ و بازار را باید شنید. اولی صدای مردم است اما باید در تشخیص صدای دوم و سوم بیشتر تأمل کرد تا صدای کاسب‌کاران دلال با صدای تهی‌دستان نگران اشتباه گرفته نشود».[۱۵]
- روزنامه جمهوری اسلامی نیز طی نوشتاری تجمع‌های دوشنبه را «توطئه علیه دولت» اعلام کرده و در خصوص ادامه این توطئه‌ها هشدار داد.[۱۵]

### مسئولان اصناف
- مهدی محبی رئیس اتحادیه تجهیزات مخابراتی گردهمایی در پاساژ علاءالدین را بی‌ارتباط با کسبه این بازار دانسته و گفت: «تجمع کنندگان وارد بازار علاءالدین شدند و با تهدید کسبه مبنی بر تخریب اموال و مغازه‌ها در صورت بازماندن در مغازه‌ها، فروشندگان را مجبور کردند که مغازه‌های خود را ببندند.[۲۰]»
- علی فاضلی رئیس اتاق اصناف ایران نیز این حرکت‌ها را سازمان یافته خواند و گفت که «جمع محدودی که روز گذشته در بین معترضان بازار موبایل علاءالدین بودند و با سرو صدا کردن به دنبال تعطیل کردن مغازه‌ها بودند، امروز به صورت سازمان یافته وارد بازار بزرگ تهران شده‌اند و به دنبال تکرار رویداد روز گذشته بودند که خود بازاریان در حال مقابله با آنها هستند.[۵][۶]» وی دربارهٔ روش رفتار این معترضان گفت برخی از افراد «با لگد به در مغازه‌ها حمله کرده‌اند و به بازاری‌ها به صورت تحکمی گفته‌اند که باید مغازه را ببندید.» او با بیان اینکه دست‌های پیدا و پنهانی به دنبال برهم زدن بازار هستند و سرچشمه آن در خارج از بازار است،[۱۳] گفت: «وقتی به بازار حمله می‌شود تنها دفاع بازار این است که ساعتی کرکره را پایین بکشد تا آسیب نبیند.[۲۱]».
- رئیس اتحادیه آهن فروشان مدعی شد که «عده‌ای به صورت سازمان یافته به بازار آهن آمده و با چماق مغازه‌داران را تهدید کرده بودند.» وی دربارهٔ بسته بودن مغازه‌ها گفت: «متأسفانه برخی افراد به صورت سازمان‌یافته فروشندگان را مجبور به بستن در مغازه‌ها می‌کنند و آنها نیز از ترس چماق آنها مجبور به بستن هستند.[۱۹]»
- یدالله صادقی، رئیس سازمان صنعت معدن و تجارت استان تهران ضمن تأکید بر اینکه برپایی اعتراضات در منطقه بازار الزاماً به معنای معترض بودن بازاریان و کسبه نیست، گفت: «اکثر فعالان بازار مدعی هستند که افراد غیربازاری با ایجاد هرج و مرج شرایط را به گونه‌ای رقم می‌زنند که ادامه فعالیت به واسطه نبودن امنیت، ممکن نیست.[۱۹]»
- احمد کریمی اصفهانی در مصاحبه خود با ایلنا معترضین را از کسبه و بازاریان دانسته و علت اعتراضات اخیر را بی‌ثباتی اقتصادی کشور دانست. دبیرکل جامعه انجمن‌های اسلامی اصناف و بازار تأکید کرد: «چهل سال بود این نوع حرکت را که بازار را ببندند، نداشتیم اما امروز این اتفاق افتاد و به نظرمان می‌رسد که دلیل آن فقط و فقط سوء مدیریت در درون کشور است.»[۲۲]

### واکنش‌های بین‌المللی
- صبح چهارشنبه ۶ تیر وزیر خارجه آمریکا، مایک پمپئو در توئیتر خود نوشت: «رژیم فاسد ایران منابع کشور را با حمایت از اسد، حزب‌الله [لبنان]، حماس و حوثی‌ها [یمن] هدر می‌دهد و این در حالی است که خانواده‌های ایرانی زجر می‌کشند.» وی ادامه داده‌است: «کسی نباید از ادامه اعتراضات شگفت زده شود. مردم از فساد، بی‌عدالتی و بی‌کفایتی رهبران شان خسته شده‌اند. جهان صدای مردم [ایران] را می‌شنود.»[۲۳][۲۴]
- رودی جولیانی وکیل خصوصی ترامپ در همایش سالیانه مجاهدین خلق که روز شنبه ۹ تیر در فرانسه برگزار شد، اعلام کرد که «اعتراضات اخیر در ایران از خارج از کشور هماهنگ شده بوده‌است.» وی همچنین گفت: «این اعتراضات به‌طور خود به خود به‌وجود نمی‌آیند. این اعتراضات ناشی از [تلاشهای] بسیار از افراد ما در آلبانی (قرارگاه کنونی سازمان مجاهدین خلق) و سراسر دنیاست.[۲۵]»

### ایرانیان خارج از کشور
- رضا پهلوی در پیام‌های توئیتری خود ضمن اشاره به مشکلات عمیق اقتصادی در ایران، این مشکلات را نتیجه دهه‌ها بی‌کفایتی حاکمان دانسته که سرانجام به اعتراضات خیابانی مردم ختم شده‌است.[۱۴]
- امیر فرشاد ابراهیمی در مقاله‌ای گفت که تخریب اموال عمومی توسط یگان ضد شورش و نیروهای بسیجی لباس شخصی و به دستور مقامات جمهوری اسلامی انجام می‌پذیرد. او در اینباره توضیح می‌دهد که نیروهای ایرانی در اوایل دهه ۷۰ شمسی به کره شمالی سفر کردند و این دستورالعمل را از آن‌ها فرا گرفته‌اند. او در همین مقاله می‌نویسد که این شیوه برای بدنام کردن معترضان، اولین بار توسط نیروهای شوروی در کشور سوسیالیستی چکسلواکی صورت پذیرفته بود و پس از آن مورد الگوگیری حکومت شوروی قرار گرفت. او در ادامه می‌گوید که در سال ۱۳۷۴ در اسلامشهر هم، همین سیاست پیاده شد و منجر به بدنام شدن معترضان اسلامشهری در آن روزها گردید.[۲۶]
- مرتضی کاظمیان در این مورد به برخی نشانه‌ها اشاره می‌کند که می‌تواند بیانگر این باشد که اعتراض بازار شاید از سوی تندروها کلید خورده باشد. از جمله سخنان احمد کریمی، دبیرکل جامعه انجمن‌های اسلامی اصناف و بازار در خصوص سوء مدیریت دولت در برپایی این اعتراضات[۲۷]